# Мокроусово (Уфимський міський округ)
Мокроу́сово (рос. Мокроусово, башк. Мокроусов) — присілок у складі Башкортостану, Росія. Входить до складу Уфимського міського округу, Кіровського району міста Уфа.
Населення — 228 осіб (2010, 209 2002).
Національний склад:
- росіяни — 60 %